# Bernadette Flynn
Pour les articles homonymes, voir Flynn.
Bernadette Flynn est une danseuse irlandaise née dans le comté de Tipperary le 1er août 1979 . Elle est la danseuse principale de la troupe 1 de Lord of the Dance.

## Biographie
Ses parents, Andy et Mary, tiennent un pub et un bed & breakfast. Elle a un frère aîné et trois sœurs.
Bernadette a commencé la danse irlandaise à l'âge de quatre ans. Très vite elle progresse en compétition : elle décroche six premières places aux championnats du monde de danse irlandaise et sept premières places aux All-Ireland. Elle n'a que seize ans quand elle obtient le rôle de Saoirse, qu'elle interprétera aux côtés de Michael Flatley dans Lord of the Dance lors de la première, au Point de Dublin le 2 juillet 1996. Après la tournée, elle reprend son rôle à l'occasion du spectacle Feet of Flames (remake de Lord of the Dance) qui aura lieu le 25 juillet 1998 au Hyde Park de Londres devant plus de 25 000 personnes. En 2000, elle incarne brièvement Swan dans la nouvelle version de Feet of Flames : Feet of Flames 2000.
Elle est en tournée avec la troupe originale (troupe 1) du spectacle Lord of the Dance jusqu'en 2011. En plus d'incarner le personnage principal, Bernadette est également dance captain de la troupe : elle entraîne les danseurs pour assurer leur forme physique. Elle participe en tant que danseuse principale aux remakes de Feet of Flames (Feet of Flames 2009 à Taïwan, tournée de 2010 puis Feet of Flames 2011).
Elle est la compagne du danseur Damien O'Kane, lui-même danseur original du spectacle, depuis 1997. Après s'être fiancés en juillet 2003, ils ont célébré leur mariage le 28 décembre 2005 devant plus de 250 invités à la St Mary's Church de Nenagh (ville natale de Bernadette) puis au Dromoland Castle, en Irlande. Ils ouvrent ensemble leur propre école de danse irlandaise dans cette même ville (la Flynn O'Kane Academy of Dance) en 2011. Ils sont parents d'une fille, Mia Rose, née le 21 août 2015.